# Faverolles-sur-Cher
Faverolles-sur-Cher és un municipi francès, situat al departament del Loir i Cher i a la regió de Centre – Vall del Loira. L'any 2007 tenia 1.251 habitants.

## Demografia

### Població
El 2007 la població de fet de Faverolles-sur-Cher era de 1.251 persones. Hi havia 535 famílies, de les quals 149 eren unipersonals (86 homes vivint sols i 63 dones vivint soles), 195 parelles sense fills, 152 parelles amb fills i 39 famílies monoparentals amb fills.
La població ha evolucionat segons el següent gràfic:
Habitants censats

### Habitatges
El 2007 hi havia 641 habitatges, 550 eren l'habitatge principal de la família, 48 eren segones residències i 43 estaven desocupats. 602 eren cases i 38 eren apartaments. Dels 550 habitatges principals, 426 estaven ocupats pels seus propietaris, 110 estaven llogats i ocupats pels llogaters i 14 estaven cedits a títol gratuït; 3 tenien una cambra, 33 en tenien dues, 113 en tenien tres, 176 en tenien quatre i 225 en tenien cinc o més. 459 habitatges disposaven pel capbaix d'una plaça de pàrquing. A 238 habitatges hi havia un automòbil i a 262 n'hi havia dos o més.

### Piràmide de població
La piràmide de població per edats i sexe el 2009 era:
| Homes | Edats   | Dones |
| ----- | ------- | ----- |
| 0     | 95 o +  | 0     |
| 4     | 90 a 94 | 0     |
| 4     | 85 a 89 | 12    |
| 12    | 80 a 84 | 20    |
| 16    | 75 a 79 | 32    |
| 52    | 70 a 74 | 32    |
| 28    | 65 a 69 | 20    |
| 36    | 60 a 64 | 44    |
| 12    | 55 a 59 | 52    |
| 16    | 50 a 54 | 32    |
| 64    | 45 a 49 | 32    |
| 48    | 40 a 44 | 68    |
| 44    | 35 a 39 | 36    |
| 32    | 30 a 34 | 28    |
| 20    | 25 a 29 | 20    |
| 20    | 20 a 24 | 16    |
| 40    | 15 a 19 | 36    |
| 48    | 10 a 14 | 20    |
| 40    | 5 a 9   | 28    |
| 28    | 0 a 4   | 24    |

## Economia
El 2007 la població en edat de treballar era de 754 persones, 579 eren actives i 175 eren inactives. De les 579 persones actives 533 estaven ocupades (271 homes i 262 dones) i 46 estaven aturades (23 homes i 23 dones). De les 175 persones inactives 100 estaven jubilades, 35 estaven estudiant i 40 estaven classificades com a «altres inactius».

### Ingressos
El 2009 a Faverolles-sur-Cher hi havia 555 unitats fiscals que integraven 1.278 persones, la mediana anual d'ingressos fiscals per persona era de 17.996 €.

### Activitats econòmiques
Dels 50 establiments que hi havia el 2007, 7 eren d'empreses de construcció, 14 d'empreses de comerç i reparació d'automòbils, 2 d'empreses de transport, 7 d'empreses d'hostatgeria i restauració, 1 d'una empresa immobiliària, 5 d'empreses de serveis, 6 d'entitats de l'administració pública i 8 d'empreses classificades com a «altres activitats de serveis».
Dels 11 establiments de servei als particulars que hi havia el 2009, 1 era un taller de reparació d'automòbils i de material agrícola, 1 taller d'inspecció tècnica de vehicles, 1 guixaire pintor, 2 fusteries, 1 lampisteria, 1 perruqueria, 3 restaurants i 1 tintoreria.
Dels 7 establiments comercials que hi havia el 2009, 1 era un hipermercat, 1 un supermercat, 1 una peixateria, 1 una llibreria, 1 una sabateria, 1 una botiga d'electrodomèstics i 1 una joieria.
L'any 2000 a Faverolles-sur-Cher hi havia 17 explotacions agrícoles que ocupaven un total de 450 hectàrees.

## Equipaments sanitaris i escolars
L'únic equipament sanitari que hi havia el 2009 era una farmàcia.
El 2009 hi havia una escola elemental.

## Poblacions més properes
El següent diagrama mostra les poblacions més properes.